# Graziella (film, 1955)
Pour les articles homonymes, voir Graziella (homonymie).
Pour plus de détails, voir Fiche technique et Distribution.
Graziella est un film italien réalisé par Giorgio Bianchi d'après le roman éponyme d'Alphonse de Lamartine, réalisé en 1954, et sorti en 1955.

## Fiche technique
- Titre français : Graziella
- Réalisation : Giorgio Bianchi
- Scénario : Suso Cecchi D'Amico, Sandro Continenza et Enrico Medioli d'après le roman éponyme d'Alphonse de Lamartine
- Photographie : Mario Bava
- Montage : Gabriele Varriale
- Musique : Alessandro Cicognini
- Production : Giovanni Addessi
- Pays d'origine : Italie
- Format : Noir et blanc - Mono
- Genre : melodrame historique
- Durée : 101 minutes
- Dates de sortie : 
  -  Italie : 25 février 1955

## Distribution
- Maria Fiore : Graziella
- Jean-Pierre Mocky : Alphonse de Lamartine
- Tina Pica
- Elisa Cegani